# No Sleep at All
No Sleep at All est le premier album du groupe québécois Creature, sorti le 4 mars 2008. L'album est aussi sorti en France et au Mexique sur l'étiquette Universal Music. L'album a été nommé dans la catégorie Pop Album of The Year lors des Prix Juno en 2009.

## Pistes de l'album
| No  | Titre                | Durée |
| --- | -------------------- | ----- |
| 1.  | Who's Hot Who's Not  | 3:50  |
| 2.  | Don't Be Afraid      | 2:50  |
| 3.  | Pop Culture          | 2:51  |
| 4.  | Brigitte Bardot      | 4:43  |
| 5.  | Alive                | 4:02  |
| 6.  | Pay Up               | 3:34  |
| 7.  | Property             | 3:51  |
| 8.  | Kandahar             | 6:30  |
| 9.  | Last Days of America | 4:16  |
| 10. | It's Over            | 5:04  |
| 11. | Star                 | 4:15  |